# Pudong
För andra betydelser, se Pudong (olika betydelser).
Pudong är ett stadsdistrikt i Shanghai beläget öster om Huangpufloden i Kina. Området är ett ekonomiskt och finansiellt centrum i Shanghai. Pudong är ett "nytt stadsdistrikt" (xinqu)", en särskild ekonomisk utvecklingszon som stöds av centralregeringen. 
Pudong betyder bokstavligen "öster om Huangpufloden" och den västra, gamla delen av Shanghai kallas följdriktigt Puxi (dong = öst, xi = väst på kinesiska). Innan Pudong utvecklades på 1990-talet bestod området mest av enstaka varv och visst jordbruk.
Här finns världens högsta hotellbyggnad i form av Shanghai Hyatt som utgör de översta 40 våningarna av Jin Mao Tower som var Kinas högsta byggnad fram till sommaren 2007 då Shanghai World Financial Center passerade i höjd på tomten intill Jin Mao. Kinas största börs, Shanghaibörsen, är också beläget i distriktet.
I distriktet ligger även Shanghais internationella flygplats, Shanghai Pudong International Airport. 

## Administrativ indelning
Pudong är indelat i tolv stadsdelsdistrikt (jiedao) och 24 köpingar (zhen). 

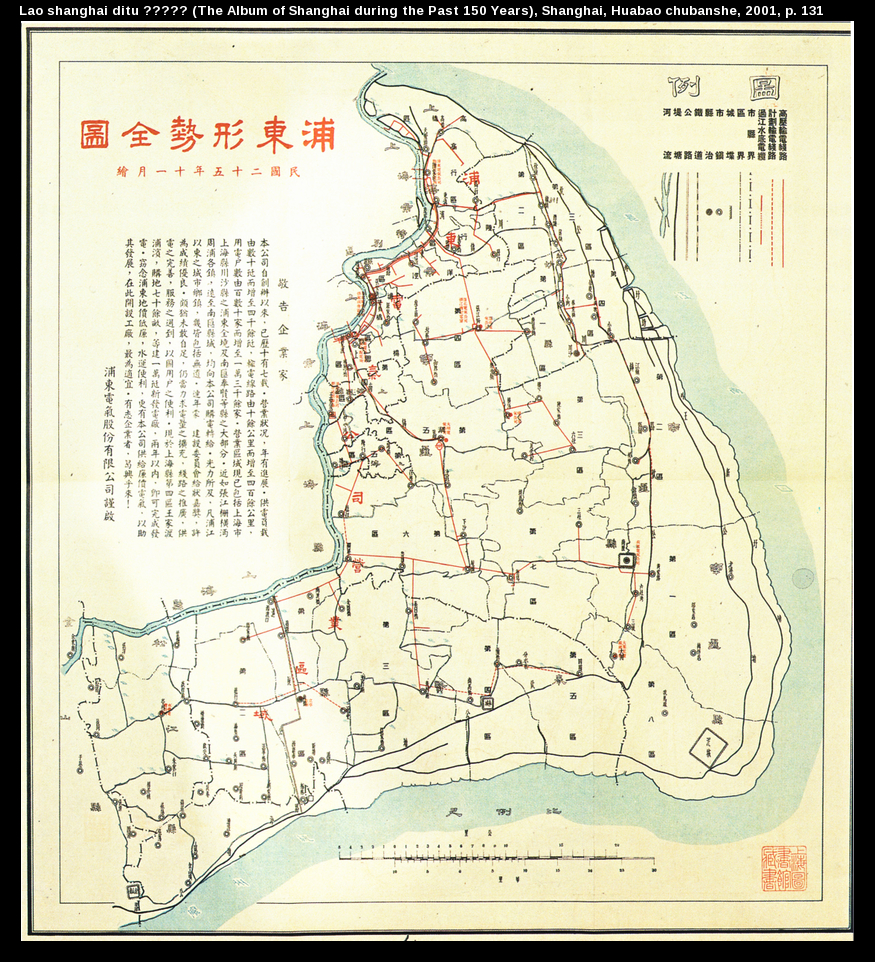
Karta över Pudong 1936.

Stadsdelsdistrikt:

- Dongminglu (东明路街道)
- Huamu (花木街道)
- Hudong Xincun (沪东新村街道)
- Jinyang Xincun (金杨新村街道)
- Lujiazui (陆家嘴街道)
- Nanmatoulu (南码头路街道)
- Puxinglu (浦兴路街道)
- Shanggang Xincun (上钢新村街道)
- Tangqiao (塘桥街道)
- Weifang Xincun (潍坊新村街道)
- Yangjing (洋泾街道)
- Zhoujiadu (周家渡街道)

Köpingar:

- Beicai (北蔡镇)
- Caolu (曹路镇)
- Chuanshaxin (川沙新镇)
- Datuan (大团镇)
- Gaodong (高东镇)
- Gaohang (高行镇)
- Gaoqiao (高桥镇)
- Hangtou (航头镇)
- Heking (合庆镇)
- Huinan (惠南镇)
- Jinqiao (金桥镇)
- Kangqiao (康桥镇)
- Laogang (老港镇)
- Nanhui Xincheng (	南汇新城镇)
- Nicheng (泥城镇)
- Sanlin (三林镇)
- Shuyuan (书院镇)
- Tang (唐镇)
- Wanxiang (万祥镇)
- Xinchang (新场镇)
- Xuanqiao (宣桥镇)
- Zhangjiang (张江镇)
- Zhoupu (周浦镇)
- Zhuqiao (祝桥镇)